# 狭叶金疮小草
狭叶金疮小草（学名：Ajuga decumbens var. oblancifolia）是唇形科筋骨草属金疮小草的变种。分布于中国大陆的贵州、四川等地，生长于海拔1,500米至2,300米的地区，一般生于竹林内湿润地及路旁，目前尚未由人工引种栽培。